# Manoug Parikian
Manoug Parikian (né le 15 septembre 1920 à Mersin, Turquie, mort le 24 décembre 1987 à Londres) était un violoniste anglais d'origine arménienne. Après avoir étudié à Londres, il fit ses débuts en solo en 1947 et a fait partie comme premier violon de nombreux orchestres (dont le Philharmonia de 1949-1957) et ensembles. Le concerto pour violon de Benjamin Britten a été révisé pour lui en 1958.